# ラバスティッド＝サン＝ジョルジュ
ラバスティッド＝サン＝ジョルジュ （Labastide-Saint-Georges）は、フランス、オクシタニー地域圏、タルヌ県のコミューン。

## 地理
ラヴォールの東に位置し、ラヴォール都市圏に含まれる。コミューンの北東部はアグー川と接している。

## 人口統計
| 1962年 | 1968年 | 1975年 | 1982年 | 1990年 | 1999年 | 2007年 | 2014年 | 2017年 |
| ------ | ------ | ------ | ------ | ------ | ------ | ------ | ------ | ------ |
| 414    | 527    | 872    | 1005   | 1063   | 1235   | 1627   | 1922   | 1929   |

参照元:1962年から1999年までは複数コミューンに住所登録をする者の重複分を除いたもの。それ以降は当該コミューンの人口統計によるもの。1999年までEHESS/Cassini、2006年以降INSEE。